# Retrosound
Retrosound ist ein zusammengesetztes Wort aus Retro (von lateinisch retro „rückwärts“) und Sound.
Als Retrosound werden elektronisch bzw. digital erzeugte Klänge (englisch sounds) bezeichnet, die mittels eines alten, meist populären und betagten Soundchip erzeugt werden. Der typische, und als Stilmittel in der (minimal-)elektronischen Musik (vgl. „Minimal Electro“) eingesetzte Retrosound stammt von Soundchips der 8-Bit Ära. Der mithin bekannteste Rechner mit der Modellbezeichnung C64 des Herstellers Commodore enthielt einen Soundchip auf der Basis des MOS Technology SID. Weiterhin werden 8-Bit-Klänge auch aus den Soundchips von alten Spielkonsolen gewonnen.

## Historische Entwicklung zum Retrosound
Die Generation aus den 1970er Jahren ist erwachsen geworden. Viele von ihnen erlebten den Boom des Volkscomputers C64 und der Videospielekonsole des Unternehmens Atari, Atari VCS (Video Cartridge System) und deren Nachfolger Atari 2600 und 5200. Einige Besitzer dieser Computer und/oder Konsolen besaßen auch bereits die Vorläufer VC 20 oder den Sinclair ZX80 bzw. den weiter entwickelten und populären Sinclair ZX81. Das mithin bekannteste Videospiel von Atari ist Pong, das Anfang der 1970er Jahre zunächst auf der Atari Super Pong-Konsole mit zwei Controllern offeriert wurde. Das Atari VCS Videospiele System holte die Spielhallenhits ins Wohnzimmer. Atari entwickelte seine Konsolen stets weiter, und so wurden aus den Konsolen bald erste Rechner. Ende der 1980er Jahre wurde dem Markt schließlich ein erster Personal Computer offeriert.
Commodore entwickelte seine „Volkscomputer“ ebenfalls weiter. Der Nachfolger des C64 war der C128. Später wurde der sehr populäre Amiga entwickelt. Für den C64 wurde eine Vielzahl von Programmen geschrieben, Steckmodule bzw. Erweiterungen waren am Markt verfügbar. Die Datasette zum C64 wurde von einem Floppy-Laufwerk abgelöst. Im Musikbereich etablierte sich mit der Zeit eine Demo- und Trackerszene, die auf den Möglichkeiten des MOS Technology SID bzw. Soundchips des C64 fußte. Der Anbieter Steinberg Media Technologies brachte einen ersten Sequenzer für den C64 heraus, den „MIDI Multitrack Sequenzer“, aus dem später der „Steinberg Pro 16“ wurde. Auch Emagic (heute von Apple übernommen), damals noch unter der Bezeichnung „C-Lab“ bekannt, hat erste Sequencerprogramme für den C64 entwickelt. Ihre Bezeichnungen waren „Scoretrack“ und „Supertrack“. Des Weiteren wurden später ein professioneller MIDI-Sequenzer „Notator SL“ sowie das Notensatzprogramm „Notator Logic“ entwickelt und vertrieben.
Mitte der 1980er Jahre, in der für den C64 sehr erfolgreichen Zeit, lieferte Atari den ersten Computer der ST Serie (Atari ST) aus. Mit Modellen dieser Serie wurden Systeme mit verbesserter grafischer Oberfläche (Fenstertechnik) und Mausbedienung sowie schnellen Prozessor und größerem Speicher angeboten. Losgelöst von den Beschränkungen des populären C64 und Patternorientierter Arbeitsweise entwickelte Steinberg seine Sequenzersoftware weiter. Musiker konnten mit MIDI-Spuren arbeiten und Noten quantisieren. Viele weitere Programmfunktionen machten den Musikern und Produzenten eine bequemere Arbeitsweise möglich. Den Durchbruch Anfang der 1990er Jahre schaffte der Atari Falcon. Dieser Rechner brachte DSP (Digital Signal Processing) und Harddisk Recording mit sich.
Im weiteren Verlauf der technischen Entwicklung und Musikproduktion etablierten sich der bekannte Microsoft Windows PC sowie der Apple Macintosh, heute mit dem Betriebssystem Mac OS X zum Beispiel als G5 Hardware-Modell bekannt. Steinberg entwickelte zunächst für den Atari Computer die Software „Twenty Four“ (Steinberg-24-Track-Software) für den Atari ST und später das Programm Cubase VST bzw. heute Cubase SX und Nuendo für die Plattformen PC und Apple. Das Unternehmen Steinberg wurde inzwischen von der Yamaha Corporation aufgekauft. Das deutsche Unternehmen Emagic, die den populären Sequenzer Logic für Windows PC und Apple Macintosh PC entwickelte, wurde von Apple aufgekauft und vertreibt den Sequenzer heute unter der Bezeichnung „Logic Pro“. Apple entwickelte von da an Logic nur noch für die eigens produzierte Hardware.
Heute herrscht ein beinahe unüberschaubares Angebot von virtuellen Instrumenten und VST-Plugin-Effekten vor.

## Retrosound heute
In musikalischen Stilrichtungen wie zum Beispiel „Minimal Electro“ oder allgemein „Elektronische Tanzmusik“ werden die Klänge und Geräusche der Soundchips aus der 8-Bit Ära teilweise bewusst eingesetzt.
Beispiele hierfür sind die Alben von Welle: Erdball und „Wermut“ mit dem Album „Hoffnung“ oder Compilations wie „Music for Jogger“ von micromusicnet. Mit Software Emulatoren lassen sich alte C64-Spiele auf heutiger PC-Hardware spielen und Musikstücke mittels SID-Player – einem Programm zum Abspielen von SID-Dateien – wiedergeben. Einige Leute entwickeln Software, die dem alten Sound nachempfunden sind oder entwickelten Soundkarten, die mit alten Soundchips des C64 bestückt werden. Aber auch neuere Videospielsysteme für unterwegs, wie zum Beispiel der Game Boy Advance oder Pokémon Mini, liefern diesen typischen Retrosound.

## Retro Soft- und Hardware
Wer heute den Sound der 8-Bit Generation erzeugen will, hat vielfältige Möglichkeiten an die Klänge und Sounds dieser Zeit zu gelangen. Zum einen kann man mit etwas Glück versuchen, diese alten Videospielekonsolen und Heimcomputer auf Flohmärkten zu erstehen und zum Leben zu erwecken, um dann die Sounds und Geräusche in ein PC Format zu bringen, oder man nutzt VST-Effekte wie den Bitcrusher, Propellerheads Reason Scream aus dem entsprechenden Effekt-Rack. Das Unternehmen reFX bietet mit dem VSTi-Plugin quadraSID eine Softwareemulation der Soundchips des C64 an. Eine andere Möglichkeit besteht mit dem Rückgriff auf Hardware mit entsprechenden Eigenschaften. HardSID Quattro PCI ist beispielsweise eine PCI Karte für den PC, die mit alten SID Chips bestückbar ist. Der Audioausgang dieser PCI Karte liefert dann ein entsprechend klangliches Bild wie der C64. Zu nennen wäre auch die MIDIbox SID V2, einem open hardware Synthesizer, der bis zu 8 SIDs über MIDI ansteuern kann.
Mit einem geeigneten Sampler (Klangerzeuger) unserer Tage lassen sich selbstverständlich Klänge und Sounds beliebiger Heimcomputer und Videospielekonsolen aufnehmen und weiter verarbeiten und schließlich wiedergeben. Wer die Assemblerprogrammierung beherrscht, kann auch dem Pokémon Mini des Herstellers Nintendo eigene Sounds entlocken, um sie dann zu digitalisieren und weiter zu verarbeiten. Eine weitere interessante Entwicklung ist Nanoloop. Nanoloop 2.0 ist ein Synthesizer/Sequenzer für den Game Boy Advance, der sich sogar mit modifiziertem MIDI-Adapterkabel als „Midi-Slave“ in einem Midi-Setup ansprechen und synchronisieren lässt. Ein weiteres Programm für den Game Boy ist Little Sound DJ (LSDJ), das als ROM erworben werden kann. Mittels eines sogenannten Transferers kann diese Software auf ein wieder beschreibbares Steckmodul übertragen, und auf dem Game Boy verwendet werden. Mittels einer Midi Converter Box (LSDJ-MC) des Deutschen Musikers „firestARTer“ (Thomas Margolf) lassen sich MIDI-Clock Daten übertragen (z. B. vom Computer zum Game Boy), und der Game Boy so in ein MIDI-Setup integrieren. „Pocket Music“ des Unternehmens Rage Software ist ein weiteres Sequenzerprogramm für den Game Boy Color bzw. den Game Boy Advance, das auf einem entsprechenden Steckmodul geliefert wird.
Dank neuester Technologien wie zum Beispiel der VST-Technologie von Steinberg (bzw. heute Yamaha) und der fortgeschrittenen Digitalisierung von Instrumentenklängen, lassen sich Retrosounds mit geeigneten VST-Plugins für Host-Sequenzer Software simulieren. Oftmals sind dies aufgenommene Klänge heutiger real am Markt erhältlicher Synthesizer, die angereichert werden mit speziellen Effekten wie zum Beispiel einem Bitcrusher. Aber auch Klänge virtueller Instrumente können mit derartigen Effekt-Plugins angereichert werden, so dass neue, nach Retrosounds klingende Geräusche oder Klänge erzeugt werden. Das VST-Plugin wird dabei jeweils hinter den jeweiligen Audiokanal oder in das Audiosummensignal geschaltet.